# Стирпикультура в Онайде
Эта статья — о конкретном репродуктивном эксперименте; иногда термином «стерпикультура» называют любую практику евгеники и селекции людей.
Стирпикультура — евгенический эксперимент с целью получения более совершенного человеческого потомства, проводившейся с 1869 по 1879 год в коммуне Онайда. Сам термин «стирпикультура» (англ. stirpiculture) был введён руководителем этой коммуны, Джоном Хампфри Нойесом, и образован от лат. stirps — корневище, стебель, ствол и англ. culture — культура.

## Предыстория
Вплоть до конца 1860-х годов Джон Хамфри Нойес считал, что любое зачатие и последующее рождение ребёнка должно быть запланированным и желанным, и родители должны готовиться к этому. Однако в коммуне Онайда, где он жил вместе со своими последователями, всех родившихся детей содержала вся община, а не только их родители, и потому вставал вопрос о возможностях всей коммуны по материальному обеспечению и воспитанию нового поколения: «нужно понимать, что ошибка приносила серьёзный вред сообществу». Особенно актуально это было в первые годы существования коммуны, когда бедность и нехватка жилой площади были серьёзными проблемами коммунаров Онайды. Община не чувствовала себя готовой к тому, чтобы растить и поддерживать детей, её члены в основном воздерживались от зачатия детей, и коммуна Онайда пополнялась в основном за счёт вступления в неё взрослых людей. Но потом их предприятие по производству охотничьих капканов стало коммерчески успешным, материальное положение коммуны значительно улучшилось, были построены новые жилые дома и пристройки, в том числе специально предназначенные для детей.
Тогда в коммуне Онайда стало рождаться больше детей, но рождаемость оставалась под контролем руководства общины. Этот контроль оказался достаточно эффективным, чтобы поддерживать рождаемость на допустимом уровне и избежать возникновения новых проблем бедности и перенаселённости. При этом коммунары не использовали никаких искусственных средств контрацепции или прерывания беременности; для предотвращения зачатий использовались только сохранённые половые акты, сношение молодых мужчин с женщинами в менопаузе, не могущими зачать детей, либо (реже) полное воздержание; мастурбация считалась неприемлемой.
В 1860-х годах «репродуктивная философия» коммуны Онайда претерпела изменения. Если ранее вышеописанные средства использовались только для ограничения количества родившихся детей, то теперь Джон Нойес стал задумываться о повышении их «качества». Он прочитал работу Чарлза Дарвина «Принципы разведения» (англ. Principles of Breeding), а также научные труды Фрэнсиса Гальтона, книге по антропологии, метеорологии, растениеводству и евгенике. Основательно заинтригованный прочитанным, Нойес развил эти идеи дальше и решил, что с использованием научного подхода к размножению человека можно получить более совершенное потомство. В более ранних исследованиях евгеники задавались целью улучшения физических качеств человека; Нойс же решил создать более добродетельных людей, с лучшими религиозными, нравственными и духовными качествами, считая, что приверженность к религии передаётся по наследству.
Детей, рождённых в ходе этого эксперимента, в коммуне называли «стирпикультистами» (stirpicults).

## Начало эксперимента
Эксперимент «стирпикультура» начался в коммуне Онайда в конце 1869 года. Джон Нойес полностью его контролировал и лично руководил ходом эксперимента. От каждого участника эксперимента Нойес требовал наличия качеств, соответствующих собственным представлениям руководителя о совершенстве человека. Внутренняя газета коммуны Онайда под названием «Циркуляр» (англ. The Circular) опубликовала несколько статей с идеями о том, чего коммуна должна достичь в ходе этого эксперимента: родители должны были обладать всеми качествами христианских патриархов (послушанием Авраама, богочеловечностью Иисуса Христа и другими), а дети должны были унаследовать эти качества.

## Участники эксперимента
Окончательное решение о том, каких мужчин и женщин допустить к участию в эксперименте, оставалось за Нойесом, но он предварительно обсуждал кандидатуры на заседании соответствующего комитета коммуны: этот комитет мог одобрить или не одобрить прошения коммунаров, желающих иметь ребёнка. Многие заявки были поданы уже сложившимися парами мужчин и женщин, но некоторые пары были подобраны самим комитетом.
Были даже разработаны определённые стандарты, которым кандидат на участие в эксперименте должен был соответствовать. Среди мужчин Нойес предпочитал старейших членов коммуны; согласно придуманной им же концепции «восходящего следования» (англ. Ascending Fellowship), эти мужчины должны были быть самым мудрыми и духовными. Женщин в основном принимали в возрасте от 20 до 42 лет. При отборе как мужчин, так и женщин, в первую очередь обращалось внимание на их нравственные и духовные качества, и лишь потом — на физические. Все потенциальные родители, отобранные для стирпикультуры, должны были подписывать договор о том, что они полностью посвящают себя этому эксперименту, а ещё более — Богу и его представителю Джону Нойесу. Самым важным из даваемых обетов считалось обязательство избегать любых «личных чувств по отношению к вынашиванию ребёнка»; предполагалось, что так будет лучше для эксперимента и, главное, для коммуны.
В итоге для участия в эксперименте было отобрано 53 женщины и 38 мужчин, из которых была образована «Усадьба» (англ. Mansion House) — новое отделение коммуны Онайда, разместившееся в новом жилом доме. 

## Непривязанность
«Стирпикультисты», как и другие дети коммунаров Онайды, содержались и воспитывались усилиями всей коммуны, и не были сильно привязаны к своим биологическим родителям. В коммуне были свои воспитатели, нянечки и учителя, которые занимались с детьми; другие члены коммуны помогали им, чем могли. Ребёнок рос в окружении не семьи, а общины.
В коммуне Онайда существовали определённые правила, регулировавшие отношения ребёнка с биологическими родителями. Основной идеей была «непривязанность» и преданность прежде всего коммуне: ребёнок не разлучался совсем со своими кровными родителями, знал их и мог общаться с ними, но чрезмерно частные свидания и слишком сильная эмоциональная привязанность воспринимались негативно, так как считалось, что это мешает привить ребёнку систему ценностей коммуны. Для детей, как и для взрослых коммунаров, было принято испытывать привязанность, любовь и доверие прежде всего к общине, а не к отдельным людям, пусть даже кровным родным. Считалось, что чрезмерная привязанность матери к своему ребёнку может привести к болезням и страданиями ребёнка, поэтому в таких случаях ребёнка могли разлучить с матерью на определённое время, поместив его в другое здание или место на территории коммуны.

## Условия содержания детей
От рождения до отнятия от груди матери (обычно это происходило в возрасте около года) ребёнок оставался с матерью, затем отправлялся на общественное содержание и воспитание в другое отделение коммуны, называвшееся «Детское крыло» или «Южное крыло» (англ. Children's Wing / South Wing) — пристройку к «Усадьбе», специально спроектированную и построенную для этих детей и этого эксперимента . В Южном крыле детей расселяли по возрастам. Младшие жили в «Передней комнате» (Drawing Room), средние — в «Восточной комнате» (East Room), а старшие — в «Южной комнате» (South Room).
Коммуна, как могла, заботилась об этих детях: у них было достаточно качественной пищи, много кубиков, стеклянных роликов, других развивающих игрушек, самодельных книжек с картинками; учителя и воспитатели обучали их различным предметам. Дети всегда были под присмотром дежурного воспитателя, они постоянно проживали на территории коммуны и не имели контактов с посторонними людьми. Территория коммуны Онайда находилась в сельской местности, где был свежий воздух, вдали от больших городов и дорог. Это позволяло предотвратить заражение инфекционными заболеваниями, угрожавшее тогда другим детям, проживающим в густонаселённых местах.

## Результаты эксперимента
Эксперимент по стирпикультуре в коммуне Онайда продолжался с 1869 по 1879 год. В результате родилось 58 детей. Большинство взрослых участников эксперимента, как мужчин, так и женщин, имели только одного ребёнка, у некоторых пар было двое или трое детей. 13 детей были записаны как незапланированные (англ. accidental conceptions). Сам Джон Нойес и его сын Теодор тоже участвовали в эксперименте в качества отцов; чтобы проверить наследование своих религиозных и социальных «доблестей», они на двоих зачали от разных участниц эксперимента двенадцать детей (девятерых Джон Нойес и троих Теодор Нойес), 11 из которых выжили.
Теодор Нойес вёл детальные записи состояния и развития всех детей эксперимента. Почти все они росли и развивались нормально, и только у одного из 58 были выявлены серьёзные физические недостатки.
Дальнейшая судьба большинства детей-«стирпикультистов» сложилась вполне благополучно: они получили хорошее образование и прожили долгие жизни. Но причиной этого были, скорее всего, те благоприятные условия проживания и развития, которые коммуна Онайда смогла обеспечить эти детям, а не их особые  генетически обусловленные качества.
Действительно, каждому из этих детей коммуны уделялось столько внимания и заботы, сколько не каждая обычная семья могла дать своим детям. У «стирпикультистов» было много времени для развивающих игр, просторные комнаты и наружные игровые площадки для них. Коммуна давала качественное начальное образование как мальчикам, так и девочкам, потому некоторые из них потом смогли поступить сразу в колледжи, не учась в обычной школе. Далеко не все дети в обычных семьях в Северной Америке XIX века имели такие условия жизни и такие возможности для развития и обучения.
Однако никаких «высокодуховных» или особо выдающихся людей из этих детей не получилось. Как вспоминал один из тех «стирпикультистов» — Пьерпонт Б. Нойес (Pierrepont B. Noyes), другой сын руководителя коммуны — «эти дети ничем особенным не отличались от других детей того же возраста… женщина, которая смотрела за нами, большую часть времени занималась тем, что решала, какую игрушку кому дать».

## Список литературы
- Carden, Maren Lockwood. Oneida: Utopian Community to Modern Corporation. — Baltimore: Johns Hopkins Press, 1969.
- Ellis, John B. Chapter 15- “The Juvenile Saints” // Free Love and Its Votaries (American Socialism Unmasked). — San Francisco, California: A.L. Bancroft & Co, 1870. — P. 221-237.
- Kinsley, Jessie Catherine.  = A Lasting Spring / Edited by Jane Kinsley Rich. — New York: Syracuse University Press, 1983.
- Youcha, Geraldine. “The Oneida Community.” Minding the Children: Child Care in America from Colonial Times to the Present. — Boston: Da Capo Press, 2005. — P. 110.
- Noyes, John Humphrey. Stirpiculture (англ.) // The Circular : газета. — 1865. — 3 April (vol. II, no. 3).
- Jennings, Chris. Paradise Now: The Story of American Utopianism. — New York: Random House, 2016. — ISBN 978-0-8129-9370-7.
- Noyes, Pierrepont B. My Father's House: An Oneida Boyhood. — New York: Holt, Rinehart, and Winston, 1965. — ISBN 978-0-8129-9370-7.